# 内戈尤峰

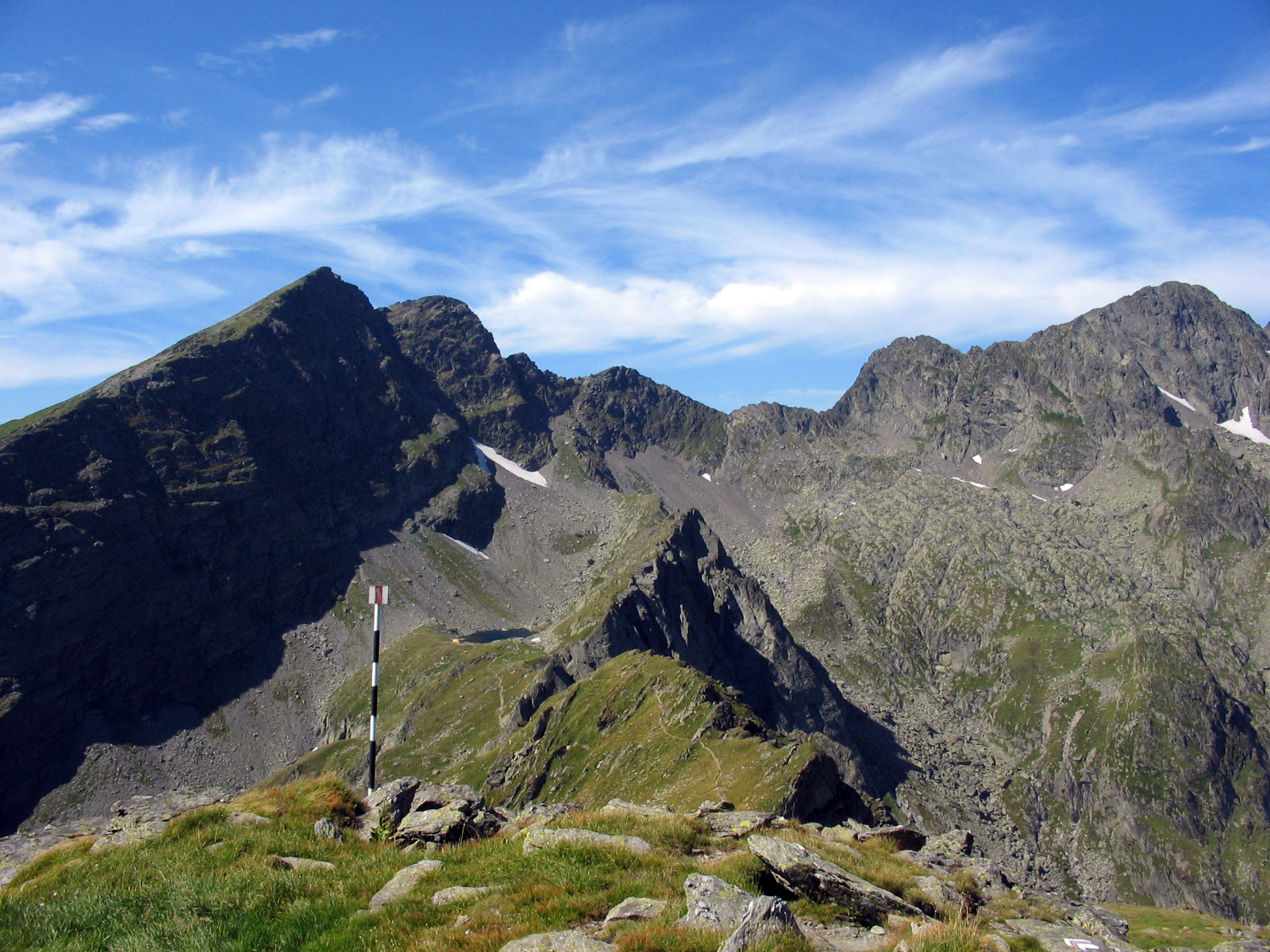
内戈尤峰

内戈尤峰 (羅馬尼亞語： 發音：[neˈɡoju]) 属于南喀尔巴阡山脉, 地处阿爾傑什縣, 为罗马尼亚第二高山峰，海拔2535米，仅次于摩尔多韦亚努峰（2544米）。

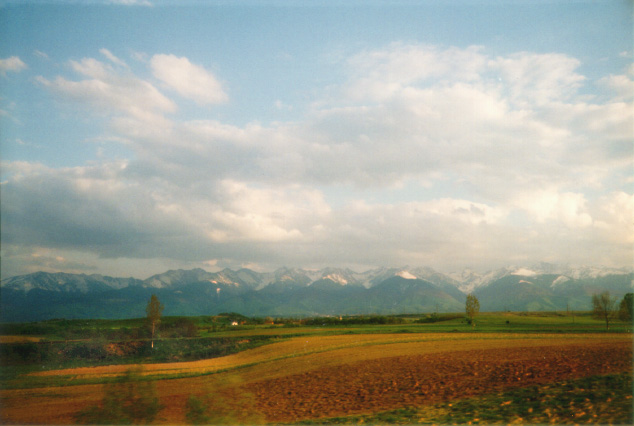